# Santiaguillo (carabela)
Santiaguillo fue una Nao (carabela pequeña) que cumplió labores de abastecimiento de pertrechos de guerra y logísticos  por mar, a la expedición que por tierra comandaba  por  Diego de Almagro en Chile,  cuya misión era, navegar orillando la costa de Chile  llegar al Valle del Aconcagua en busca de tesoros y minas de oro. Zarpó a fines de 1535 desde el Callao y tras 8 meses de viaje recala, el día de la "Asunción de la virgen", a la bahía del Valle de Narau, punto estratégico de avistamiento del cerro Mauco, punto donde debían encontrarse ambas expediciones. El Santiaguillo paso varios días en el Valle de Narau, esta desconocida bahía, que no aparecía en ninguna carta de navegación, y cuya forma de perfecta herradura la hacia propicia para las embarcaciones, resguardándolas de los fuertes vientos del sur y norte. La tripulación decide bautizarla con el apellido de su descubridor, apareciendo por primera vez  como la "Bahía de Quintero" en nombre de Alonso Quintero, el capitán de la Nao, allí paso el Santiaguillo en mantención y descanso de su tripulación, un mes después, en vista que no se divisaba la expedición de Almagro  deciden retomar viaje hacia el sur, recalando en la bahía de Quintil, actual Valparaíso. 

## Historia
existen varias versiones del origen del Santiaguillo, dependiendo del cronista, por lo que hemos tomado la versión de Gonzalo Fernández de Oviedo, que relata que la nave original se llamaba Santiago, fue construida en los astilleros Iztapa, Nicaragua en 1531, siendo su armador Pedro de Alvarado,  originalmente eran doce barcos, de los cuales tres fueron adquiridos por Diego de Almagro. el Santiago arribó al Callao como parte de una Armada destinada a explorar las Islas Molucas, pero terminó siendo adquirida para sus propósitos por Francisco Pizarro y Almagro, quienes organizaban la expedición al entonces desconocido Reyno de Chile. la carabela Santiago estaba al mando del capitán Alonso Quintero, al poco partir desde el Callao comenzó a hacer agua, por falta de calafateado, por el retraso y apuro de zarpar pronto, la tripulación decide cambiarlo por una pequeña embarcación que estaba presta a zarpar, esta embarcación era mucho más pequeña que la original, siendo bautizada como el Santiaguillo. 
De dos palos aparejado con vela latina, como la carabela La Niña de Cristóbal Colón, y con una tripulación de 40 hombres, cargado con fierro, armas, vestimentas de soldados, herraduras, vino, y otras provisiones, zarpó del Callao, junto al mando del piloto Alonso Quintero, en diciembre de 1535, con el objeto de alcanzar las tropas de la expedición terrestre de Almagro, quien viajaba ilusionado a conquistar nuevos territorios y conseguir grandes cantidades de oro y fortuna. Tras una ardua navegación de ocho meses, por toda la costa de Chile, en agosto de 1536, el día de la Asunción de la Virgen, arriba a las costas de una gran herradura, donde descansan. Allí realizaron las reparaciones de la embarcación, se abastecieron de víveres y agua mientras esperaban las tropas de Almagro, solo acompañados por tribus de indígenas changos (cultura Bato) que habitaban la zona. su capitán Alonso Quintero revisa las cartas de navegación, y al no haber registro de esta protegida bahía del Valle de Narau, la consigna para la armada española bautizada con su apellido. Al pasar las semanas y no tener indicios de la expedición de Almagro, nuevamente emprende viaje al sur y arriba a la bahía de Quintil, donde se produce el encuentro con la avanzada de Almagro, al mando de Juan de Saavedra, logrando así abastecer la hueste conquistadora. Almagro ordenó luego la exploración hacia el sur, cometido en el cual la pequeña carabela no tuvo éxito. Se desconoce el destino final de la Santiaguillo. se presume que retorna al Callao con su tripulación, luego de la decepción al no encontrar la cantidad de tesoros prometidos.

## Réplicas
En 1986, se construyó en los astilleros Adolfo Muñoz Díaz de Constitución con madera de los bosques de roble maulino, una réplica a escala real del buque, basada en los estudios del modelista Sergio Leni y el diseñador naval Juan Ciorba Vinz. La embarcación fue botada al lecho del río Maule en septiembre de ese año y navegó hasta Valparaíso, donde fue recibida por la ciudad engalanada para la celebración de sus 450 años, el 12 de octubre. El barco se transformó en un símbolo de Valparaíso y permaneció anclado en la posa de abrigo del puerto donde recibió visitas de turistas y estudiantes. En representación de Chile fue presentado en la Expo-Génova 1992. Posteriormente se instaló en tierra en la explanada de las lanchas turísticas del Muelle Prat, donde el paso de los años y la falta de mantención adecuadas obligan a desguazarlo en 2012.
En 2015 el emprendedor magallánico Juan Mattassi, gestor del Museo Nao Victoria de Punta Arenas, presentó a la ciudad de Arica un proyecto de construcción de una nueva réplica a escala real del Santiaguillo.